# Д-136
Д-136 — турбовальний двигун призначений для установки на транспортний вертоліт Мі-26.

## Історія створення[1]
Розробка турбовального двигуна Д-136 для вертольота Мі-26 почалася на ЗМКБ "Прогрес" в 1972 році. Головним конструктором було назначено Муравченко Ф.М. За основу конструкції був узятий двоконтурний турбореактивний двигун Д-36. Стендові випробування почалися в 1977 р. В 1982 році організовано серійне виробництво на Запорізькому заводі "Мотор Січ". Застосування модульно-блочної конструкції із засобами виявлення несправностей і відмов на ранній стадії дозволяли полегшити ремонт і обслуговування двигуна. Серійне виробництво Д-136 триває. Станом на 2001 рік виготовлено 470 двигунів.

## Технічний опис[2]
Двигун виконаний за двохвальною схемою з осьовим двохкаскадним 13-ступеневим компресором, проміжним корпусом, кільцевою камерою згоряння, двома ступенями турбін компресорів, двоступеневою вільною турбіною і вихлопним пристроєм. Ротор компресора розділений на два самостійних ротора, кожен з яких обертається своєю турбіною, і утворює каскад високого і низького тиску відповідно. При цьому ротори мають різні оптимальні для них частоти обертання і пов'язані між собою і ротором вільної турбіни тільки газодинамічним зв'язком.
Застосування двокаскадного компресора дозволило:
- отримати більш високий ККД окремих каскадів компресора;
- забезпечити необхідні запаси газодинамічної стійкості компресора;
- використовувати для запуску двигуна пусковий пристрій малої потужності, тому що при запуску стартер розкручує тільки ротор компресора високого тиску.

Конструкція двигуна виконана з урахуванням забезпечення принципу модульної збірки. Двигун розділений на десять основних модулів, кожен з яких є закінченим конструктивно-технологічним вузлом і може бути демонтований і замінений без розбирання сусідніх модулів, що забезпечує можливість відновлення його експлуатаційної придатності заміною деталей і вузлів в умовах експлуатації. Двигун обладнаний засобами раннього виявлення несправностей.
У корпусних деталях двигуна передбачені спеціальні отвори для огляду наступних деталей: робочих лопаток всіх ступенів компресора низького тиску; робочих лопаток всіх ступенів компресора високого тиску; зовнішніх і внутрішніх стінок жарової труби; робочих паливних форсунок; лопаток соплового апарату турбіни високого тиску; робочих лопаток турбіни високого тиску; робочих лопаток турбіни низького тиску; робочих лопаток всіх ступенів вільної турбіни.

### Компресор
Компресор двигуна Д-136 осьовий, двокаскадний, складається із шестиступінчастого дозвукового компресора низького тиску і семиступінчастого дозвукового компресора високого тиску.
Компресор низького тиску (КНТ) двигуна Д-136 - шестиступінчастий, складається з статора і ротора. У статорі змонтовані: поворотний вхідний напрямний апарат, вузол переднього підшипника ротора КНТ, напрямні апарати ступенів, робочі кільця і клапани перепуску повітря з КНТ. Ротор компресора - барабанно-дискової конструкції, з'єднаний з переднім і заднім валами за допомогою болтів, робочі лопаті з'єднані з вінцями дисків хвостовиками типу "ластівчин хвіст". Ротор КНТ з'єднаний з ротором турбіни низького тиску і разом утворюють ротор низького тиску. Обтічник переднього корпусу КНТ, лопаті вхідних і напрямних апаратів, деталі клапанів перепуску повітря, диски, робочі лопаті та передній лабіринт виготовлені із титанових сплавів.
Компресор високого тиску (КВТ) двигуна Д-136 - семиступінчастий, складається з вхідного напрямного апарату, ротора, статора і клапанів перепуску повітря. Ротор КВТ - барабанно-дискової конструкції. Зварений барабан, диски останніх ступенів, проставки і вали з'єднані між собою болтами, лопаті з дисками з'єднані хвостовиками типу "ластівчин хвіст". Ротор КВТ з'єднаний з ротором турбіни високого тиску і разом утворюють ротор високого тиску. Диски КВТ і робочі лопаті першої секції виготовлені із титанових сплавів.

### Проміжний корпус
Проміжний корпус є основним силовим вузлом двигуна. Розташований між КНТ і КВТ. Корпус утворює внутрішній і зовнішній повітряні тракти двигуна. На ньому розміщені агрегати, прилади та пристрої, які обслуговують і контролюють роботу двигуна. Проміжний корпус виготовлений з магнієвого сплаву.

### Камера згоряння
Камера згоряння служить для утворення паливної суміші, спалювання її та підведення газового потоку на вхід турбіни. До її складу входить: корпус з жароміцної сталі, жарова труба, робочі форсунки, пускові запальники і паливний колектор.
Корпус камери згоряння - зварної конструкції. Жарова труба - кільцевого типу, має зварену конструкцію. Вона складається з лобового кільця з обтічником, зовнішнього і внутрішнього кожухів. Охолодження жарової труби реалізується шляхом подачі вторинного повітря через отвори в кожухах всередину жарової труби. Вона виготовлена з жароміцного сплаву. Паливні форсунки - відцентрові, одноканальні.

### Турбіна
Турбіна служить для перетворення кінетичної енергії газового потоку в механічну енергію на валу. Турбіна двигуна Д-136 - осьова, реактивна, трьохвальна, чотирьохступінчаста.
Кожен каскад турбіни використовується для обертання ротора відповідного каскаду компресора:
- одноступінчата турбіна високого тиску (ТВТ) приводить в обертання ротор КВТ і всі привідні агрегати двигуна;
- одноступінчата турбіна низького тиску (ТНТ) приводить в обертання ротор КНТ;
- двоступенева вільна турбіна (ВТ) служить для приводу трансмісії вертольота.

ТВТ складається з ротора і статора. Ротор ТВТ являє собою робочий диск. Робочі лопаті з ободом диску з'єднані хвостовиками ялинкоподібного типу. Робоча лопатка - охолоджувана, складається з хвостовика, ніжки, пера і бандажної полиці з гребінцями. Повітря на охолодження підводиться до хвостовика, проходить по радіальних каналах в тілі пера лопатки і виходить через отвори на бандажній полиці в тракт. Статор ТВТ складається із зовнішнього і внутрішнього корпусів, восьми секторів соплових лопотів  і проставки.
ТНТ складається з ротора і статора. Ротор ТНТ являє собою робочий диск, до фланця якого кріпляться вал ТНТ. Робочі лопаті з ободом диску з'єднані хвостовиками ялинкоподібного типу. Статор ТНТ складається з корпусу опор ТВТ і ТНТ, і секторів соплових лопаток (по три лопаті в секторі). 
ВТ складається з ротора і статора. Ротор ВТ складається з робочих коліс і валу. Робочі лопаті з ободами дисків з'єднані хвостовиками ялинкоподібного типу. Статор ВТ складається з корпусу і двох соплових апаратів. Кожен з соплових апаратів складається з окремих секторів по п'ять лопотів у секторі.

### Система змащування
Система змащування двигуна - циркуляційна, під тиском. Подача оливи для змащення здійснюється нагнітальним щаблем маслоагрегата. Три відкачуючі щаблі відкачують оливу з масляних порожнин підшипників роторів двигуна в порожнину проміжного корпусу, звідки четверта відкачуюча щабель відкачує оливу в масляний бак через повітровіддільник і паливо-масляний агрегат. Охолодження оливи проводиться в паливо-масляному агрегаті, встановленому в паливній магістралі низького тиску між насосами низького і високого тиску блоку насосів. Додатково масло охолоджується в повітряно-масляному радіаторі, установленому на вертольоті.

## Модифікації
- Д-136 — базовий.
- Д-136-2 — призначений для вертольота Мі-26Т2. Потужність збільшена до 12500 к.с.